# Kościół Wniebowzięcia Najświętszej Maryi Panny w Studzionce
Kościół św. Katarzyny – rzymskokatolicki kościół parafialny w Studzionce w gminie Pszczyna w powiecie pszczyńskim.

## Historia
Dawny kościół ze swoimi charakterystycznymi pięcioma wieżami na dzwonnicy, stojący na miejscu obecnego, istniał w Studzionce od XV wieku. Stara świątynia służyła do celów sakralnych do 9 lipca 1822 roku, kiedy to według przekazu została zniszczona przez pożar w oktawie Bożego Ciała. W związku z tym w 1827 roku proboszcz Baltazar Zimerman położył kamień węgielny pod budowę nowego, obecnego kościoła. Kościół został zbudowany przez budowniczego Heintzego z Ignatzdorfu (dzisiejszy Wełnowiec).
Po przerwie (z braku środków), wiosną 1833 roku podjęto dalszą budowę. 31 sierpnia 1834 roku poświęcono kościół w obecności księcia pszczyńskiego Ludwika von Anhalt-Köthen-Pleß a kazanie w języku polskim wygłosił proboszcz Antoni Szyszkowic z Ruptawy, które, wydane drukiem przez wydawnictwo Weilshäusera, przyniosło zysk nowemu kościołowi.
Za księdza Franciszka Długosza (1922–1939) przebudowano zwieńczenie wieży pokrywając ją obecnym cebulastym hełmem, założono instalację elektryczną, odnowiono wnętrze świątyni, ufundowano witraże i nowe dzwony. W latach 70. XX wieku kościół dostosowano do liturgii posoborowej. Za księdza Eryka Jureckiego (1996–2007) przeprowadzono generalny remont dachu, wzmocniono konstrukcję wieży i odrestaurowano wnętrze kościoła.

## Architektura
Jest to budowla o cechach późno klasycystycznych, zbudowana na planie prostokąta, murowana z cegły i otynkowana. Świątynia jest orientowana, jej podłużna oś jest zwrócona równoleżnikowo, zaś ołtarz znajduje się w jej wschodniej części. Z bryły kościoła wyodrębniają się nieco: wieża, prezbiterium i niska boczna dobudówka. Kościół jest murowany, ma dach siodłowy pokryty dachówką. Wieża wybudowana w 1924 roku w zachodniej części budynku i zakończona jest baniastym hełmem z tzw. latarnią. Na wieży umieszczono 4 dzwony.
Trzy ołtarze: główny – Wniebowzięcia NMP, z oryginalnym witrażem przedstawiającym wniebowzięcie Najświętszej Marii Panny, a także cenny krucyfiks z XVIII wieku, ku czci św. Jana Nepomucena oraz różańca świętego (uprzywilejowany papieskim „breve” z 3 września 1872). Droga krzyżowa kanonicznie została założona w 1884 roku przez dziekana Rasima. Pod koniec lat 20. XX w. do okien wstawiono witraże.